# طوز خورماتو
طوز خورماتو (به کردی: DuzXurmatû, دوزخورماتوو)، (به عربی: طوز خورماتو)، شهری در ۸۸ کیلومتری جنوب کرکوک در شمال عراق و مرکز شهرستان دوزخورماتو در استان صلاح‌الدین است. جمعیت این شهر ۱۱۹۰۰۲ نفر در سال ۲۰۱۲ بود . ساکنان این شهر متشکل از ترکمانان و اعرابی هستند که در زمان صدام در خلال پروژه عرب سازی به این مناطق مهاجرت کردند.